# 이성웅
이성웅(1942년 4월 30일 ~ )은 대한민국의 정치인이다. 제4·5·6대 광양시장을 역임했다.

## 학력
- 진월국민학교 (졸업)
- 진상중학교 (졸업)
- 진상농업고등학교 (졸업)
- 전남대학교 공과대학 (졸업)
- 전남대학교 경영대학원 (경영학 / 석사)
- 건국대학교 대학원 (공업경영학 / 석사)

## 역대 선거 결과
|  | 43.70% |

|  | 49.79% |

|  | 46.61% |